# Santa Maria della Mercede a Montecalvario
Santa Maria della Mercede a Montecalvario (poznata i kao crkva Montecalvario) crkva je smještena na largo Montecalvario u Napulju, Italija.
Crkva je osnovana 1560. godine, zadužbina napuljskog aristokrata Ilaria D'Apuzza, koji je crkvu darovao franjevačkom redu. Do 1580-ih crkva je pripojena Kongregaciji Bezgrješnog začeća. U 17. stoljeću crkva je proširena i dobila monumentalno ulazno stubište i trijem s pet lukova. Godine 1677. crkvu je barokizirao interijer Gennaro Schiavo. Godine 1808. crkva je zatvorena i pretvorena u vojarnu. Portik je postao tržnica koju je dizajnirao Stefano Gasse. Izvorno barokno stubište zamijenjeno je neuglednim stubištem. Desetljeće kasnije franjevci su se vratili u samostan i obnovili crkvu. Na mjestu bivšeg fakulteta izgrađena je škola. Godine 1980. obnovljena je predella s procesijom krvi sv. Januarija i sada se čuva ispod mramornog glavnog oltara.

## Interijer
Glavni oltar i vodenice su iz ateljea Fanzago. U prvoj kapeli s lijeve strane nalazi se platno iz 16. stoljeća koje prikazuje Gospu od krunice s univerzalnim sudom Michelea Cuire. Ostale kapele uključuju slike kao što je Polaganje škole Giovannija Bernarda Lame; triptih s Navještenjem i svetim Andrijom i Veronikom škole Andree Sabbatinija. Ostala djela u crkvi su Leonarda Castellanija, Giacoma da Cosenza i sljedbenika Beinaschija.

## Vanjske poveznice
|  | Zajednički poslužitelj ima još gradiva o temi Santa Maria della Mercede a Montecalvario |